# Ropalidia dubia
Ropalidia dubia är en getingart som först beskrevs av Henri Saussure 1853.  Ropalidia dubia ingår i släktet Ropalidia och familjen getingar. Inga underarter finns listade i Catalogue of Life.